# Réalisme américain
Le réalisme américain (en anglais, American Realism) définit un mouvement artistique général qui émerge aux États-Unis dès la seconde moitié du XIXe siècle et connaît son apogée dans les années 1930.
De grands créateurs, de Mark Twain à Edward Hopper, expriment durant cette intense période de remise en question des codes de représentation, une nouvelle façon de regarder le quotidien du pays, se concentrant sur des éléments d'actualités, les centres urbains, et introduisant des éléments de modernité issus de la vie quotidienne.
Arts plastiques, musique, littérature et journalisme s'imprègent peu à peu des réalités sociales américaines, portent un regard non plus sur les privilégiés du système, mais sur les autres, les gens ordinaires qui sont ainsi magnifiés. L'évidente dimension politique et sociale de ce mouvement est portée par une prise de conscience que l'on peut ramener au milieu du XIXe, quand, en Europe, se posa la question essentielle et très polémique du réalisme, notamment en littérature : le rayonnement international de Victor Hugo et Charles Dickens est ici primordial car fondateur. Un autre choc pour l'Amérique c'est la guerre civile qui divise puis renforce le nationalisme, donnant naissance au Gilded Age, période de croissance qui cache de nombreuses inégalités et illusions, suivie par une ère progressiste qui accouche plus tard de l'American way of life en tant que modèle consensuel doublé d'un idéal égalitariste mais tiraillé par de nombreux mouvements conservateurs.
Ces faits permettent à l'Amérique, au tournant du XXe siècle, de s'affirmer sur le plan esthétique et de développer une véritable école de pensée, une culture, certes plurielle, mais qui n'appartient qu'à elle.

## L'Amérique en 1900
Au tournant du siècle, les États-Unis sont la deuxième puissance mondiale, derrière l'Empire britannique. Depuis 1874, le pays connaît une période de profonds changements, que les historiens appellent le Gilded Age, ère d'optimisme et de progrès général, du moins en apparence, suivie par une ère progressiste (Progressive Era), en rupture partielle avec le laissez-faire et l’individualisme de la période précédente, marquée par des réformes économiques, politiques, sociales et morales. L'essor industriel attire des millions de migrants, surtout européens, et la dérégulation du commerce international favorise l'expansion. Dans le domaine des arts et de la création en général, la culture américaine s'affirme en se singularisant, en produisant ses propres genres, en explorant ses propres thèmes. En peinture, la représentation des grands espaces, l'American Lanscape, obéit déjà à une tradition remontant au début du XIXe siècle. En littérature, de grandes plumes produisent depuis plusieurs décennies, des œuvres ancrées dans le patrimoine américain, les folklores, la vie quotidienne, qui imprègnent l'imagination des jeunes générations désireuses de vivre au présent. Sur le plan sociologique, les villes américaines explosent en termes de population : cet urbanisme galopant conduit au développement de zones urbaines défavorisées, dont Charlie Chaplin sera, dix ans plus tard, l'un des archétypes les plus significatifs. D'un autre côté, une nouvelle classe moyenne, beaucoup plus riche et nombreuse, contribue à augmenter le besoin en loisirs : c'est ce qu'analyse l'économiste et sociologue américain Thorstein Veblen,  dans The Theory of the Leisure Class (1899), qui, là encore, témoigne d'un profond optimisme en la capacité du système américain à transformer le monde du travail, ses contradictions, et à devenir même un modèle pour le monde entier.
Mais l'examen le plus révélateur de la réalité américaine en 1900 provient d'abord des plasticiens, qui sont les premiers à témoigner visiblement et sans complaisance des profonds changements qui affectent notamment les villes.

## Les arts visuels

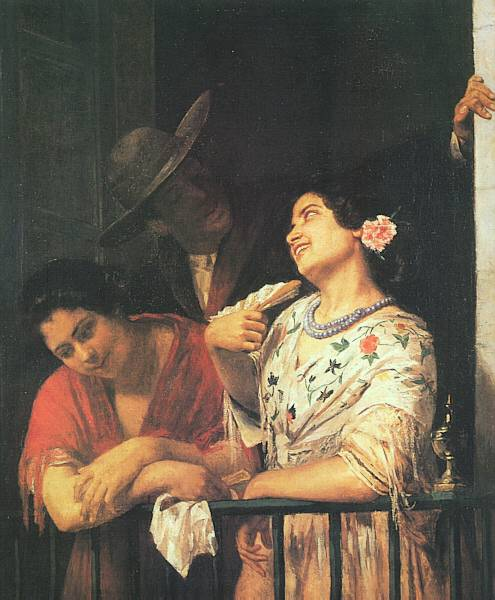
Mary Cassatt, Sur le balcon durant le carnaval (1872).

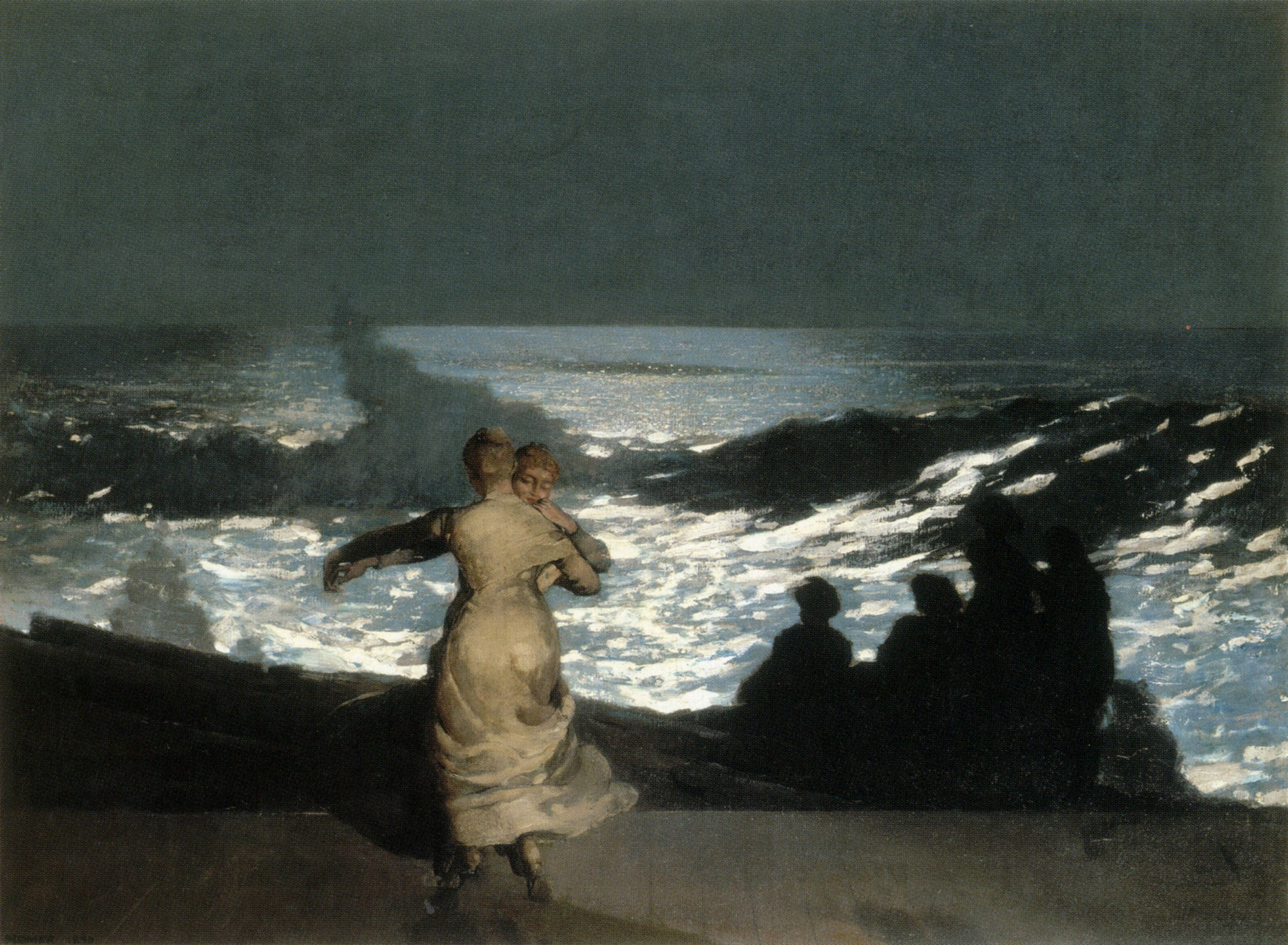
Winslow Homer, Summer Night (1890), Paris, musée d'Orsay.

Pendant cette période du Gilded Age, allant de la décennie 1870 jusqu'au début du XXe siècle, l'art n'échappe pas aux mutations que connaît le pays. Les artistes américains les plus connus de cette époque, tels Eastman Johnson, Winslow Homer, Thomas Eakins, John Singer Sargent, Mary Cassatt et Maurice Prendergast, sont malgré tout fortement influencés par la peinture européenne et particulièrement française. De nombreux jeunes artistes vont faire leurs études d'art en Europe, et Paris reste le point d'attraction central du marché de l'art, ou du moins l'endroit où les frontières de genre bougent. L'un des artistes américains les plus représentatifs de cette époque est James Abbott McNeill Whistler, qui, vivant entre Londres, Paris et New York, sert de lien entre les différents courants et tendances.

### Des groupes de peintres très actifs

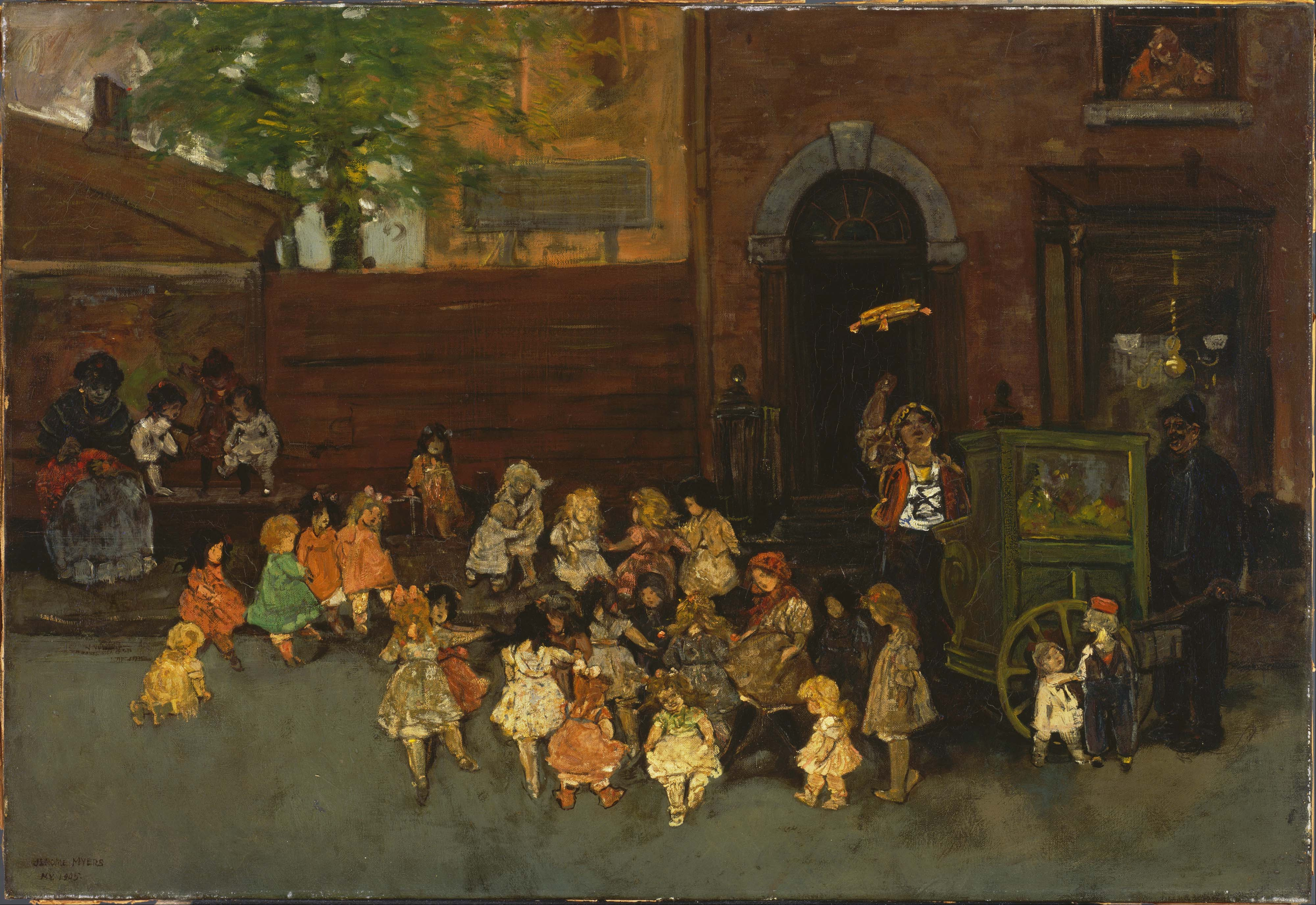
The Tambourine (1905), huile sur toile de Jerome Myers (Washington D.C., The Philips Collection).

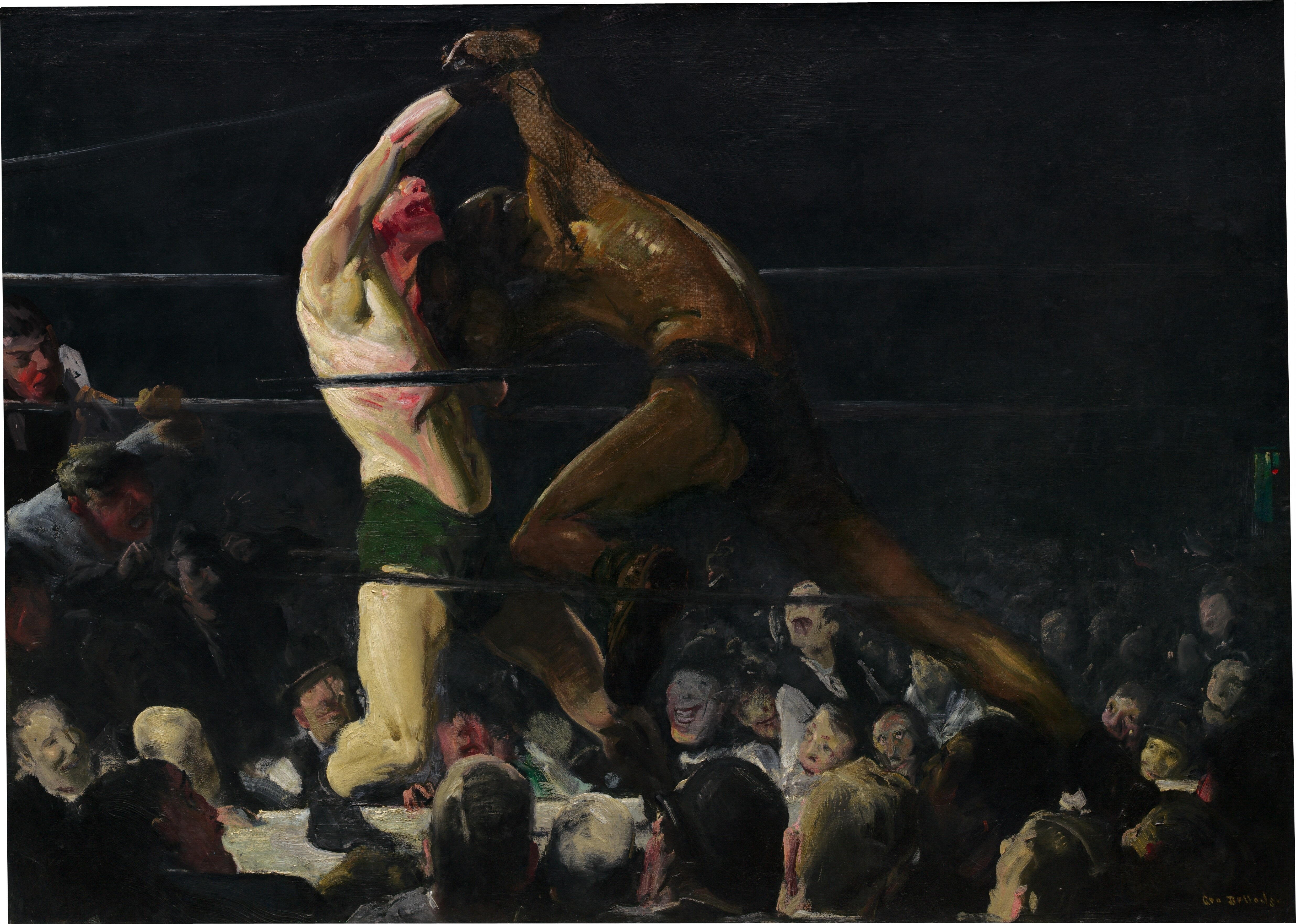
Both Members of This Club (octobre 1909), huile sur toile de George Bellows (Washington D.C., National Gallery of Art).

New York était jusque-là le centre le plus actif de la peinture américaine avec par exemple la Hudson River School, mais aussi des expositions, des salles de vente et des associations, des groupes, des communautés (comme la Cos Cob art colony (en), implantée dans le Connecticut, marquée par l'impressionnisme) qui militaient pour qu'un art américain soit présent sur la scène internationale. Parmi ceux-ci, on compte la American Art Association, la American Watercolor Society, les Ten American Painters (The Ten) et la Ash Can School.
Cette dernière va jouer un rôle important dans la naissance du mouvement réaliste américain. Une nouvelle génération d'artistes se concentre alors sur une peinture influencée par les préoccupations des populations urbaines, et puise son inspiration dans les quartiers les plus pauvres de New York. La peinture commence progressivement à se détacher des héritages picturaux du Gilded Age. Groupe informel, originaire de Philadelphie, sans être véritablement un mouvement, ces artistes, sous l'impulsion de Robert Henri, se rassemblent pour donner à la peinture une dimension documentaire, très proche de la réalité et décrivant avec le plus de précision possible l'actualité de la vie moderne. Ils s’inspirent des thématiques récurrentes des rues des bas quartiers (ivrognes, prostituées, combats de boxe...). En 1908, cinq artistes de la Ash Can School participent à une exposition majeure dans l'histoire de la peinture américaine : Robert Henri, Everett Shinn, George Luks, William J. Glackens et George Bellows. Elle commence à la Mac Beth Gallery à New York et parcourt au total neuf villes du continent (New York, Chicago, Toledo, Cincinnati, Indianapolis, Pittsburgh, Bridgeport et Newark). Trois autres artistes, Maurice Prendergast, Arthur Bowen Davies, Ernest Lawson, les rejoignent dans l'aventure. Cette exposition appelée The Eight (parce que regroupant huit peintres) connaît une certaine popularité, malgré une critique parfois très dure. Toutefois, les huit artistes sont lancés et chacun connaîtra une véritable carrière. Henri — qui est professeur à la New York School of Art —, Davies, Sloan, entre autres, se retrouvèrent à travailler pour le magazine socialiste The Masses dès 1911, l'un des laboratoires graphiques les plus surprenants de cette époque. L'un des étudiants les plus fameux de Robert Henri et Sloan est Edward Hopper, qui dès 1904, produit des toiles.

### Le précisionnisme

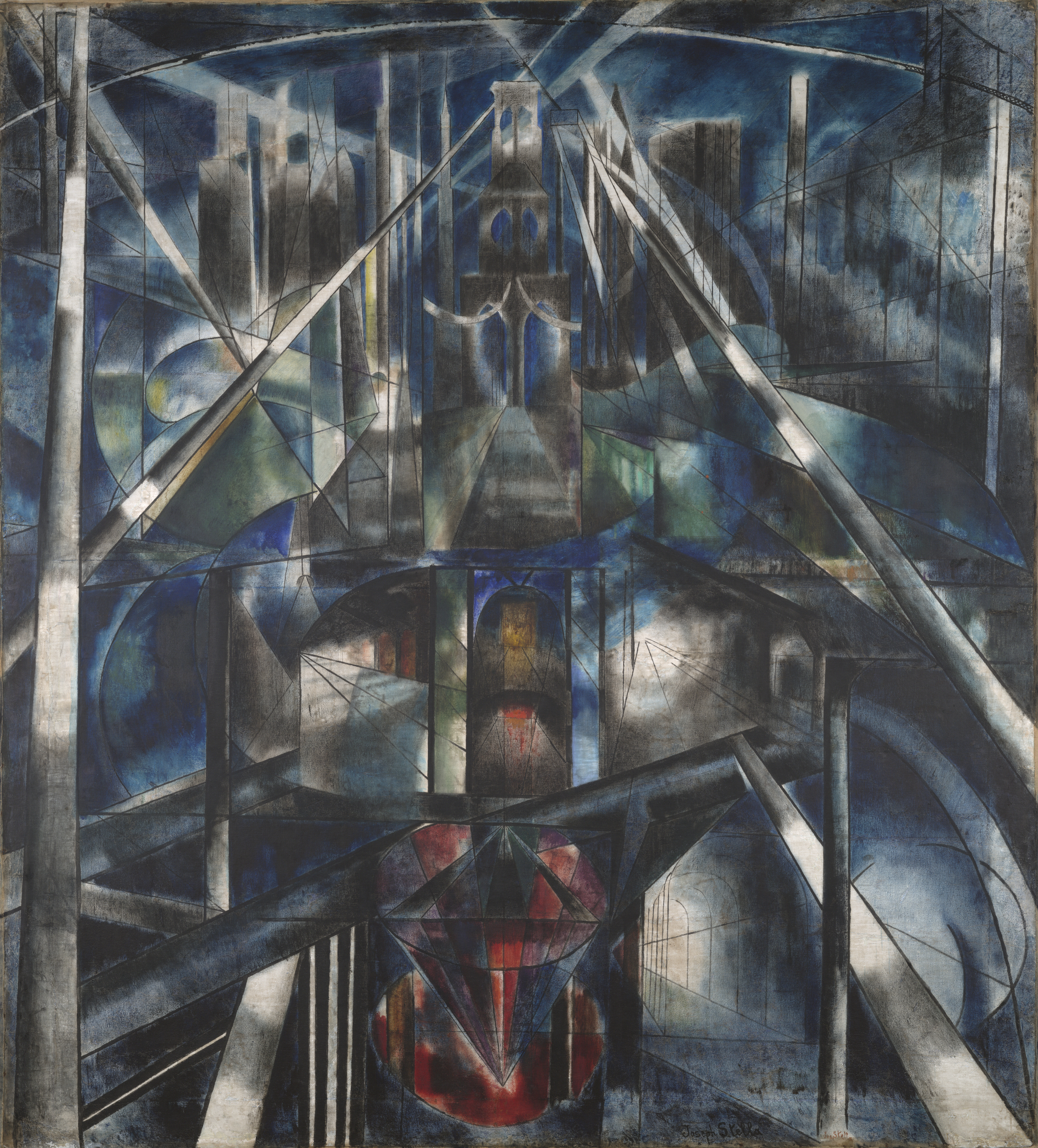
Joseph Stella, Brooklin Bridge (1919-1920), Yale University Art Gallery.

Après la première guerre mondiale une nouvelle tendance artistique se met en place. Elle s'inspire fortement de la peinture européenne de l'époque. Franco-espagnole avec le cubisme d'une part et italienne d'autre part avec le futurisme. Elle puise ses thèmes de prédilections dans l'industrialisation. Le tableau de Joseph Stella, Brooklyn Bridge (1919-1920) est représentatif de la proximité qu'il existe entre précisionnisme et futurisme. Mais, chose nouvelle pour les États-Unis, les artistes refusent toute influence artistique européenne et se revendiquent purement comme faisant partie d'une culture d'artistes américains.
Une grande partie de la production précisionniste se concentre sur la représentation urbaine. Des tours, des ponts, des tunnels ou encore des rues... Mais les tendances entre représentation urbanistiques et rurales sont encore fortement partagées.

### La peinture urbaine et rurale

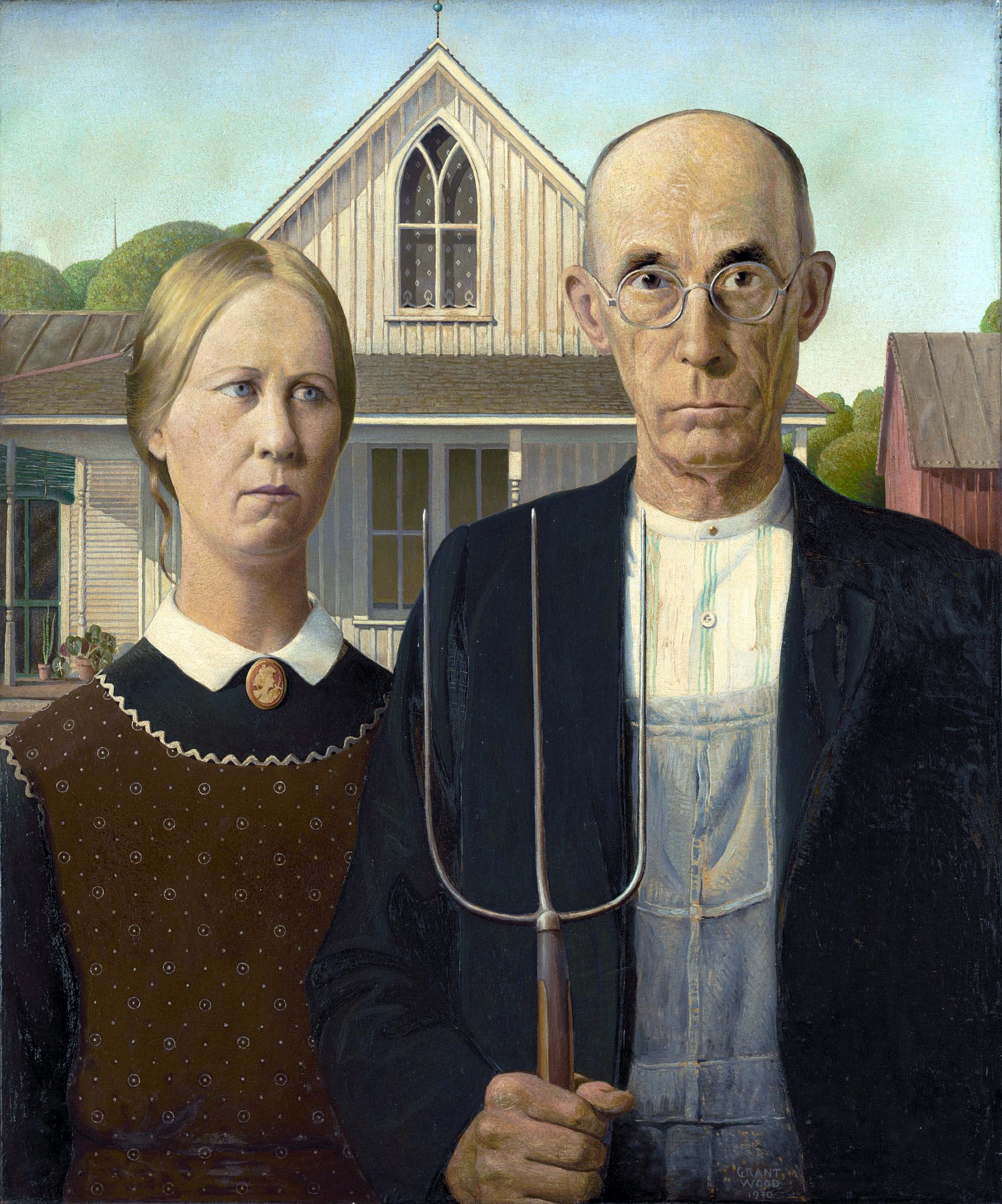
American Gothic (1930) de Grant Wood, une toile devenue une sorte d'icône du mouvement, très reproduite.

Dans les années 1920, un courant naturaliste avec deux lignes bien distinctes apparaît aux États-Unis.
Le premier de ces deux courants décrit des scènes de paysages urbains, le travail ouvrier et la misère. Les frustrations qu'engendre la vie de tous les jours et la recherche de ses compensations se trouvent alors en ville... Restaurants, marins qui arrivent sur la terre ferme, scènes de vie dans Harlem, ou encore engouement pour le cinéma. Nombre de distractions sont recherchées avidement par la population dans l'univers urbain. Mais la crise de 1929, avec son chômage, sa pauvreté, ses expropriations ternit l'image joyeuse de la ville. Des artistes comme Joe Jones ou Charles Sheeler évoqueront les effets néfastes de la crise à de nombreuses reprises dans leurs travaux.
Le second courant qui se développe explore un régionalisme loin des grandes villes. American Gothic (1930) de Grant Wood est un exemple emblématique du réalisme américain. À la fois critique du modèle puritain des campagnes et éloge du passé, l'œuvre globale de Wood ou de Marvin Cone montre aussi une vision apaisante du monde rural. Ce qui contraste fortement avec la situation économique du pays au début des années 1930.

### L'œil photographique

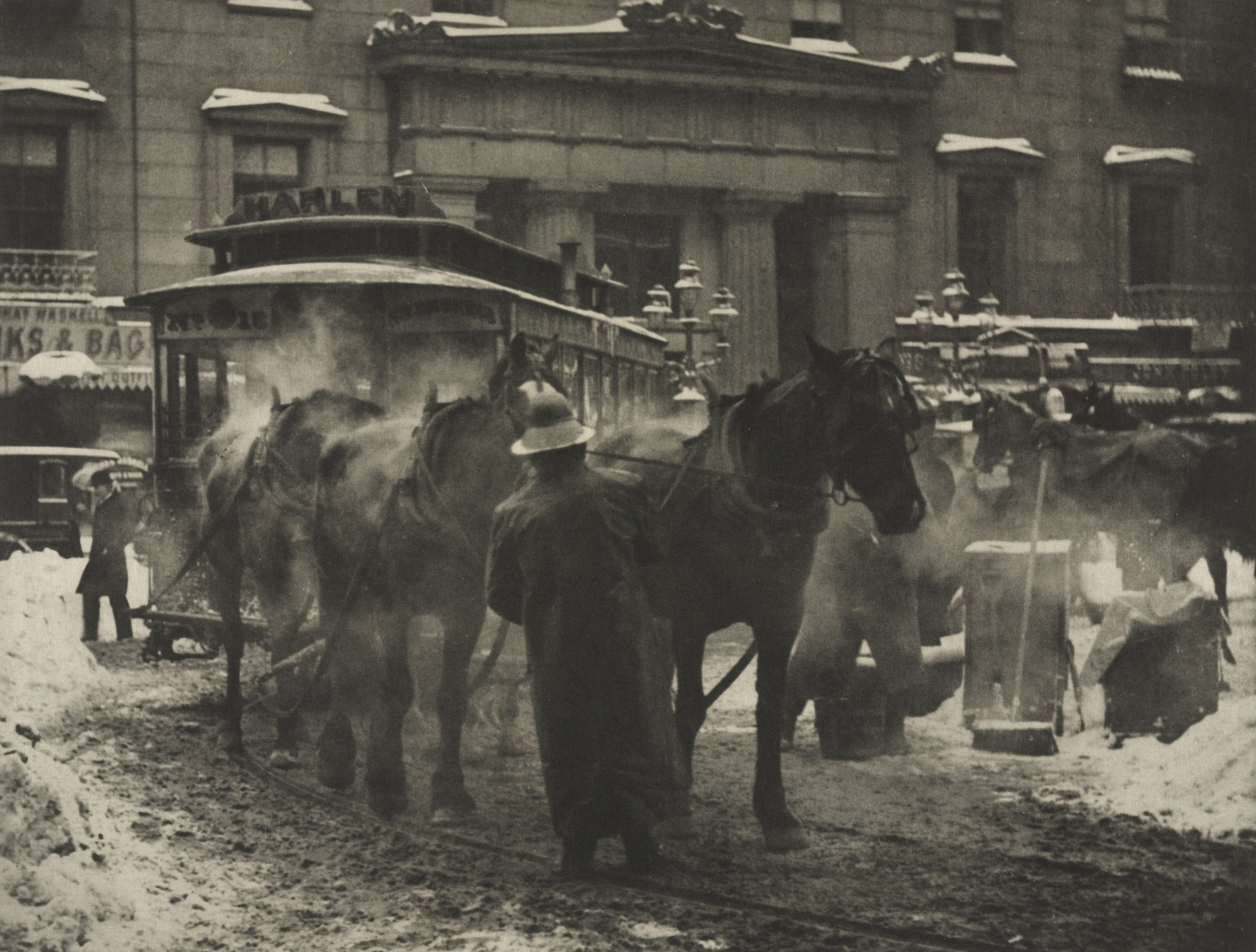
The Terminal (1892), tirage argentique d'Alfred Stieglitz.

L'école américaine de la photographie évolue considérablement peu avant 1900 avec la personnalité d'Alfred Stieglitz, qui fonde des revues centrées sur l'image argentique, dont Camera Work, et promeut un nombre important de plasticiens, pas uniquement des photographes, avec sa galerie newyorkaise 291. En 1913, il est l'un des premiers à remarquer Marcel Duchamp lors de l'Armory Show. Autour de Stieglitz, on trouve de fortes personnalités comme Gertrude Käsebier et Edward Steichen. Au sud, un photographe comme Ernest J. Bellocq porte un regard unique sur les prostituées de La Nouvelle-Orléans.

### Autres plasticiens du mouvement
- Charles Demuth
- Ben Shahn
- Charles Sheeler
- Stuart Davis (dans sa première époque)
- Grant Wood

## La musique

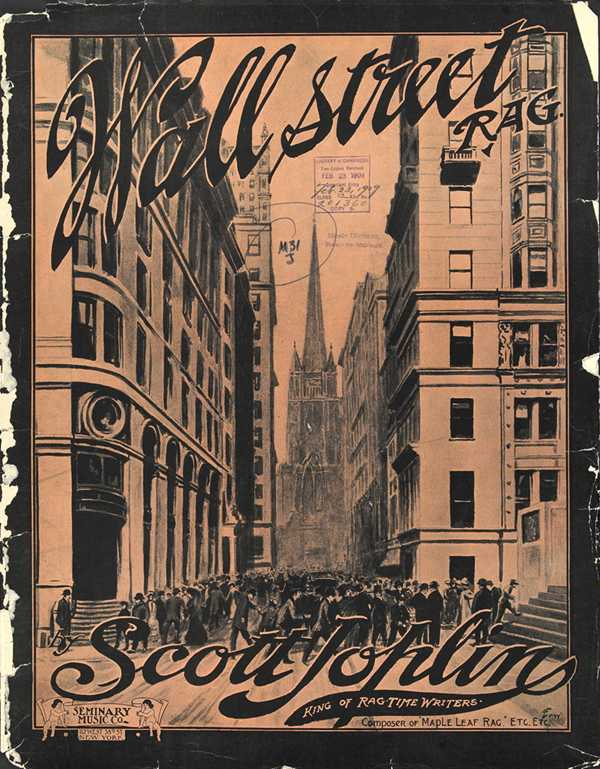
Couverture de la partition Wall Street Rag (1908) de Scott Joplin, king of Rag Time writers (New York, Seminary Music Co.).

Dans les années 1880-1890, une nouvelle génération de jeunes musiciens, dont ceux issus des communautés afro-américaines, commencent à connaître une véritable notoriété dans les grands centres urbains du pays. Cette musique est ancrée dans les réalités sociales et prend la forme de ballades, se nourrissant du folklore mais aussi  de la vie urbaine. Les progrès sociaux-économiques n'ont pas seulement favorisé les musiciens blancs : une bourgeoisie noire émerge dans les années 1900, notamment au nord de Manhattan : l'impact est si grand que l'on parle du Harlem Renaissance pour qualifier autant les premiers militants de l'émancipation noire, que des romanciers, des plasticiens et des musiciens qui ont pour la plupart une solide formation classique.
Le premier musicien notable rattachable à ce courant réaliste est James Allen Bland (1854-1911), éduqué à Washington D.C., qui fit carrière en Angleterre avant de revenir dans son pays. Il est l'auteur de plus de 700 chansons, qui sont devenus des classiques. La deuxième figure musicale incontournable est celle de William Christopher Handy, appelé le « père du blues » (The Father of the Blues). Originaire d'Alabama, il va faire carrière à Memphis et publier de nombreux morceaux qui deviendront des standards et qu'il a modernisé grâce à sa maîtrise de la musique et son ouverture d'esprit aux réalités de son époque. Le troisième est Scott Joplin, l'un des maîtres du ragtime.

### Autres musiciens notables
- Irving Berlin
- George M. Cohan
- John Philip Sousa

## La littérature et la presse

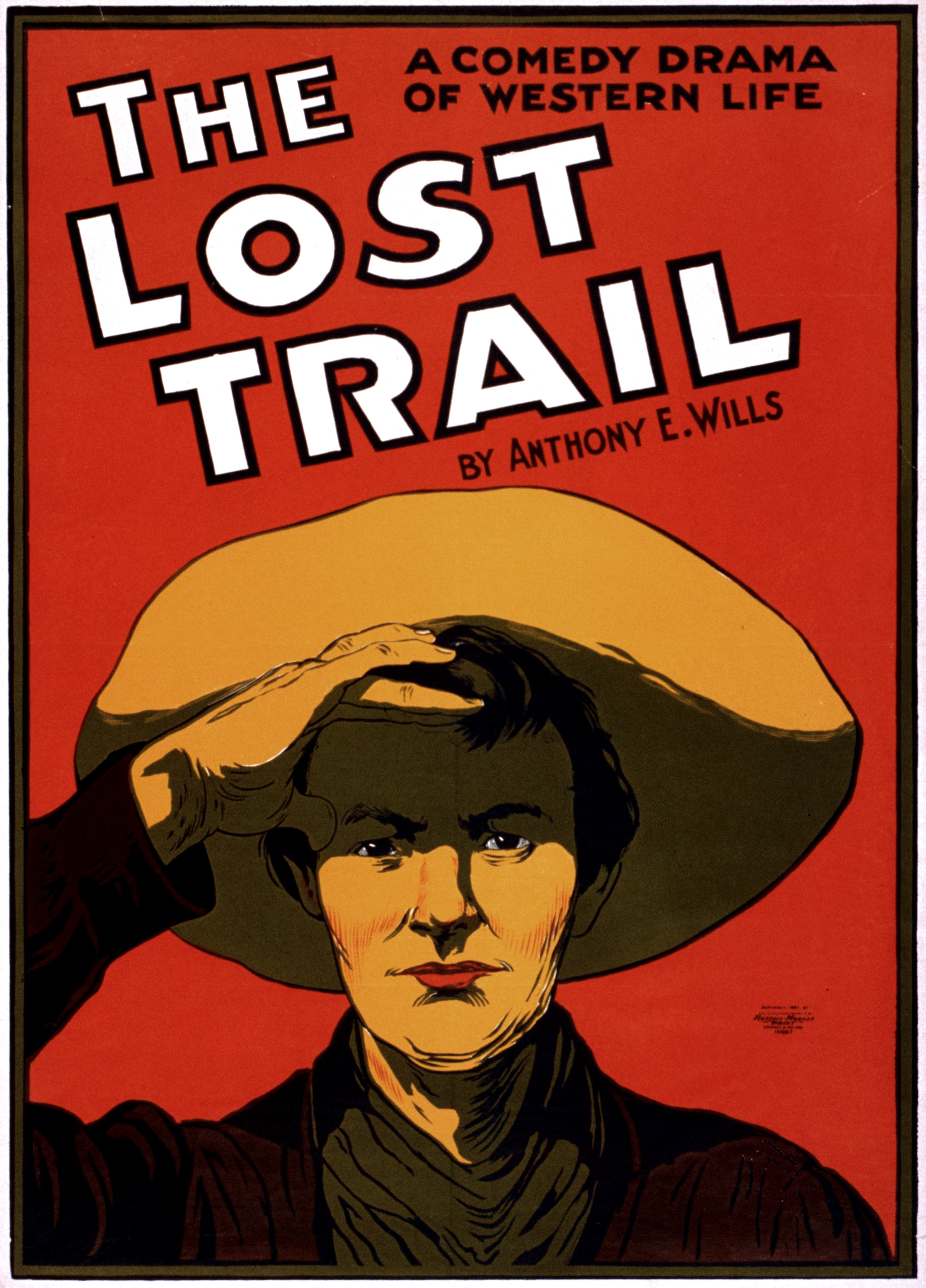
The Lost Trail (1907), affiche lithographiée pour un spectacle à Broadway (Library of Congress).

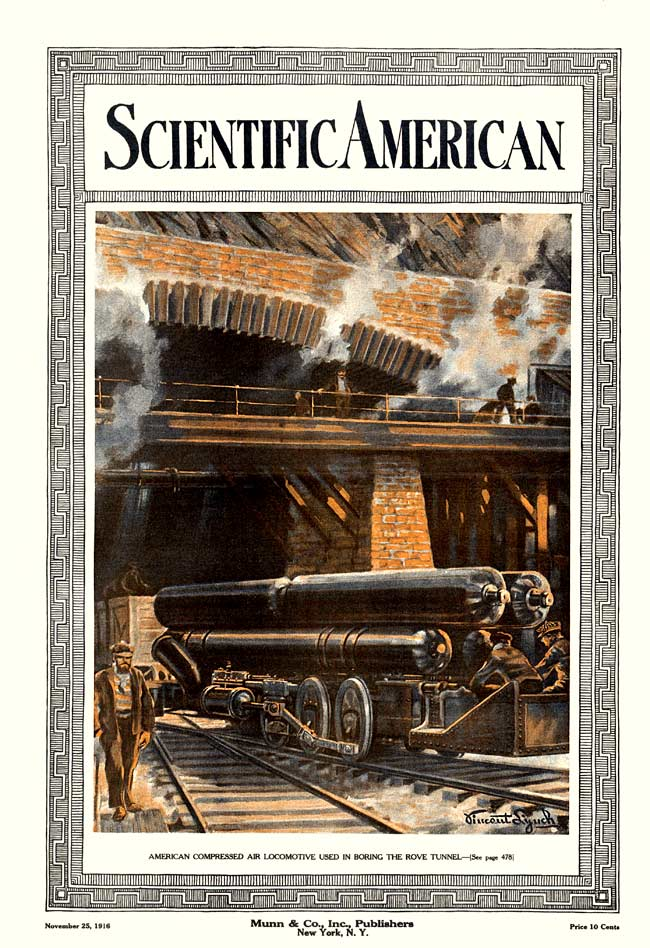
Couverture du Scientific American (25 novembre 1916) par Vincent Lynch (1862-1935) : la presse illustrée américaine imprègne de nouvelles générations.

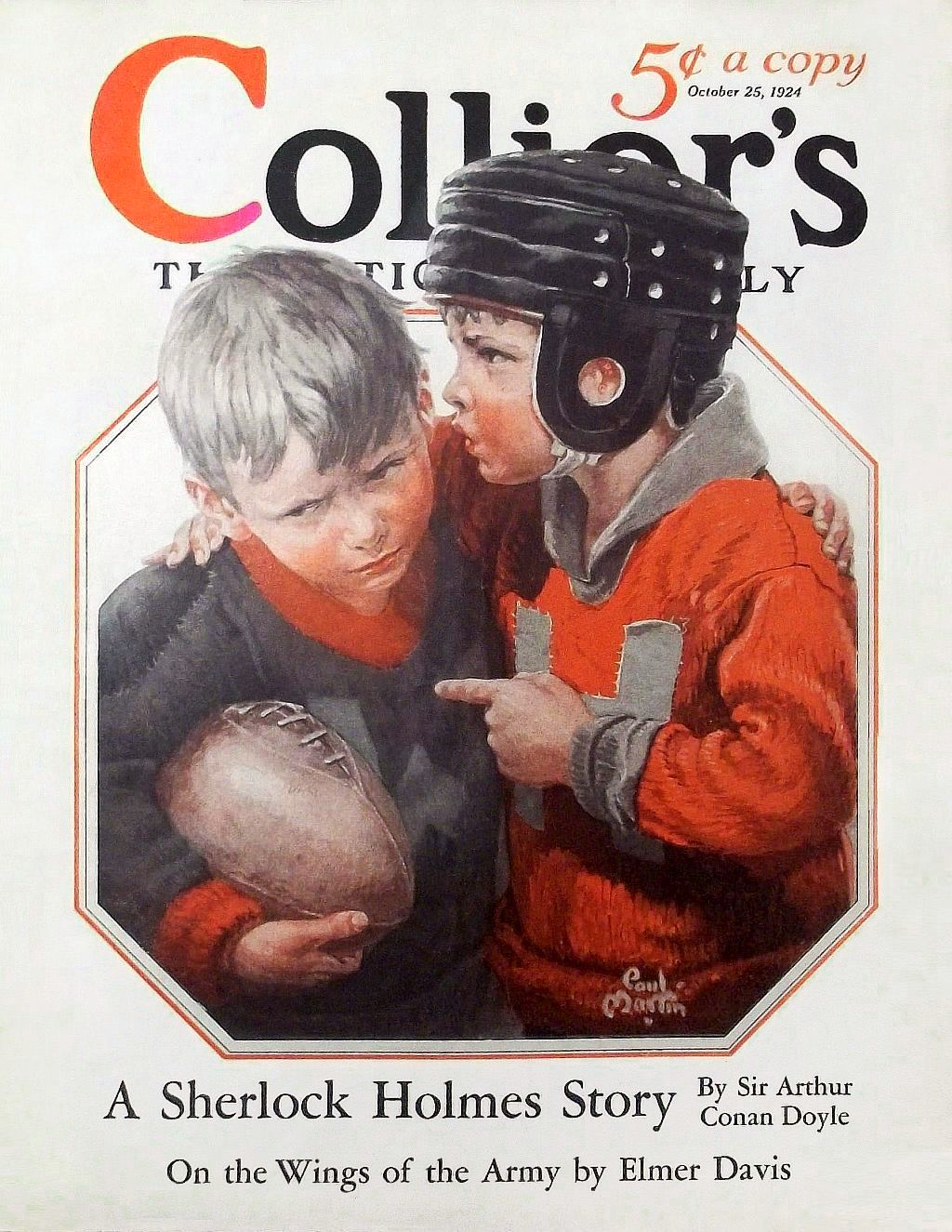
Couverture du populaire Collier's (25 octobre 1924) illustrée par Paul Martin (1883-1932), contemporain de Norman Rockwell.

La littérature américaine évolue considérablement au cours de la deuxième moitié du XIXe siècle : témoignant de leur époque, du présent, les écrivains forgent l'esprit des générations de créateurs qui abordent le nouveau siècle.
La guerre civile engendra une abondante littérature dont l'un des représentants les plus significatifs ici est Sam Watkins qui, en une mélange d'humour et de franchise, raconte la vie quotidienne d'un soldat de l'Union, qui est loin d'être un héros. Le premier écrivain, et le plus populaire, à puiser son inspiration dans des thèmes réalistes et urbains est Horatio Alger dont le livre le plus connu est Ragged Dick; or, Street Life in New York with the Boot Blacks  publié en 1868 et réédité durant plusieurs décennies, qui met en scène un jeune cireur de chaussures newyorkais, qui a force de courage, obtient un meilleur statut social. Alger contribua à forger le mythe littéraire américain du self made man. Originaire de Newark (New Jersey), le romancier Stephen Crane introduit un hiatus dans le champ littéraire optimiste du Gilded Age, en effet, il connaît un gros succès avec  Maggie: A Girl of the Streets (1893), l'histoire d'une jeune fille pauvre, battue par ses parents alcooliques, qui finit par se prostituer puis se suicider. S'inscrivant dans la tradition romanesque naturaliste notamment française, il est le premier aux États-Unis à pratiquer ce genre : son ambition moraliste est contrebalancée ici par une grande précision des réalités socio-économiques de son temps.
Tous ces écrivains collaborent bien entendu à des périodiques, notamment les magazines d'intérêt général qui se développent considérablement outre-atlantique et couvre l'ensemble d'un immense territoire : l'un des patrons de presse les plus ouverts au courant réaliste est William Dean Howells, qui fut rédacteur en chef de Atlantic Monthly et de Harper's Magazine. Sensible aux idées socialistes, il est l'auteur de deux romans, A Modern Instance (1882) et The Rise of Silas Lapham (1885), qui cette fois écornent le mythe américain du self made man. Les tirages vont s'envoler à partir des années 1890 grâce aux progrès techniques, comme la photo-mécanisation, qui permettent d'inclure des illustrations en couleurs. Parmi les dessinateurs pionniers, Howard Pyle, marqué par l'histoire du pays, et surtout Paul Martin (1883-1932), dont le style direct, ancré dans le quotidien, et très reconnaissable, fut populaire parmi les jeunes générations.
L'un des écrivains pour la jeunesse les plus célèbres de son temps reste Mark Twain qui avec Les Aventures de Tom Sawyer (1874) et Les Aventures de Huckleberry Finn (1884), loin des mièvreries, met en scène la jeunesse rurale américaine, dans un style vigoureux, sans maniérisme et non sans insolence. Sa liberté de ton et son style en font, selon Ernest Hemingway l'un des pères de la littérature américaine moderne.

### Autres écrivains réalistes
- Eugene O'Neill
- Theodore Dreiser
- Henry James
- Jack London
- Frank Norris
- Upton Sinclair
- John Steinbeck
- Edith Wharton